# Regadrella delicata
Regadrella delicata är en svampdjursart som beskrevs av Wilson 1904. Regadrella delicata ingår i släktet Regadrella och familjen Euplectellidae.
Artens utbredningsområde är havet kring Galapagosöarna. Inga underarter finns listade i Catalogue of Life.